# Liet Kynes
Liet Kynes is een personage in het Duin-universum, gecreëerd door Frank Herbert.
Hij is de zoon van Pardot Kynes, de keizerlijke planetoloog en ecoloog op Arrakis en leider van de 
Vrijmans (Engels: Fremen) aan het begin van de roman Duin. Liet Kynes is technisch gezien maar half Vrijmans, aangezien Pardot, omdat zijn vader oorspronkelijk uit Salusa Secundus kwam.
Zijn moeder, Frieth, was de zus van Stilgar, die later naib (Vrijmans-leider) van de Sietch Tabr werd. Liet Kynes nam de Vrijmans-tradities en -cultuur over en werd op jonge leeftijd een zandwormdrijver. Toen Pardot Kynes stierf, erfde Liet Kynes zijn positie en werkte hij als keizerlijke planetoloog, terwijl hij ook de Vrijmans leidde bij de geleidelijke transformatie van het klimaat op de planeet naar een groene en vruchtbare Duin.
Liet Kynes was de vader van Chani, die de concubine van Paul Atreides zou worden. Hij stierf als gevolg van een aanval van de Harkonnens en Sardaukars op Huis Atreides, toen de Harkonnens hem zonder water in de woestijn achterlieten en zijn stilpak beschadigden. Zijn laatste woorden waren: "Ik ben een schepsel van de woestijn."

## In bewerkingen
In de film Dune uit 1984 wordt het personage gespeeld door acteur Max von Sydow en de film Dune uit 2021 werd Liet Kynes als vrouwelijk personage gespeeld door actrice Sharon Duncan-Brewster. In de miniseries Dune werd het personage gespeeld door acteur Karel Dobrý.